# Carlo Prinoth
Carlo Prinoth, talvolta indicato anche come Karl Prinoth (Ortisei, 20 giugno 1943) è un ex slittinista italiano, campione mondiale nella specialità del doppio a Girenbad 1961.
È il fratello di Raimondo, a sua volta slittinista di livello internazionale.

## Biografia
In carriera ha partecipato ai Giochi olimpici invernali di a Innsbruck 1964, dove si piazzò al settimo posto nel singolo.
Prese inoltre parte a svariate edizioni dei campionati mondiali, conquistato in totale una medaglia d'oro nel doppio, ottenuta a Girenbad 1961 in coppia con Giorgio Pichler, mentre nel singolo totalizzò quale miglior piazzamento il 17º posto, raggiunto nell'edizione di Hammarstrand 1967.
Agli europei conta invece una presenza, a Schönau am Königssee 1967, dove fu diciottesimo nel singolo e dodicesimo nel doppio, stavolta in coppia con Enrico Graber.
Ha inoltre vinto un titolo nazionele nella disciplina monoposto, per la qual vittoria è stato insignito dal CONI della Medaglia di bronzo al valore atletico.

## Palmarès

### Mondiali
- 1 medaglia:
  - 1 oro (doppio a Girenbad 1961).

### Campionati italiani
- 1 medaglia:
  - 1 oro (singolo nel 1966).